# Культура Вінча
Культура Вінча (Турдаш, Градешниця) — північнобалканська археологічна культура епохи неоліту (Стара Європа, 5500–4500 рр. до н. е.). Названа на честь перших знахідок, виявлених в районі села Бєло-Брдо на річці Винча в громаді Гроцка поблизу Белграда.
Окрім території сучасної Сербії культура Вінча була поширена в Угорщині (Осентіван), Румунії (Турдаш) і Болгарії (Градешниця). Іноді до Вінча зараховують грецькі знахідки Діміні. Носії культури Вінча займались хліборобством та тваринництвом.

## Спорідненість з іншими культурами
Культура Вінча генетично пов'язана із землеробськими культурами Малої Азії (Чатал-Гююк), нова експансія яких мирно накладається на Старчево-кришський субстрат. Довів спорідненість з малоазійськими культурами дослідник культури Вінча сербський археолог Милое Васич.
Північно-західні популяції носіїв Вінча можливо брали участь у формуванні культури Лендьєл, східні — Гумельниці. Культура Вінча зникає після 4300-4200 рр. до н. е. внаслідок занепаду господарства, викликаного кліматичними змінами. Культура Вінча також могла бути пов'язана із пеласгами, які, за свідченням ряду античних авторів, населяли Грецію до греків.

## Артефакти
Поселення, віднесені до культури Вінча, представлені землянками з глиняними печами. На пізній стадії зустрічаються укріплені поселення, що пов'язують або з війнами, або зі збільшеною соціальною диференціацією. З'являються мегарони близько 5000-4500 років до н. е. Хати-мазанки з двосхилими дахами налічували до п'яти кімнат, підлога була дерев'яною. Над входом в будинок прикріпляли виліплену з глини голову бика. Після 5000 р. до н. е. виникають великі поселення площею від 10 до 100 га. За розмірами вінчанські поселення поступались тільки трипільским протомістам, і в деяких випадках їхній розмір перевершував міста егейської та ранньої близькосхідної бронзової доби, які виникли тисячоліттям пізніше.
Серед артефактів зустрічається кераміка та антропоморфні статуетки з піктограмами (зокрема, тертерійські таблички і, так звана, табличка з Діспіліо, Греція). Тертерійські таблички (близько 5400 р. до н.е) виготовлені з каменю-пісковику. Носії Вінча були знайомі з плавкою міді, що дозволяє віднести дану культуру до енеоліту. На території сучасної Сербії розташована найдавніша шахта для видобутку металу в Європі — Рудна Глава.

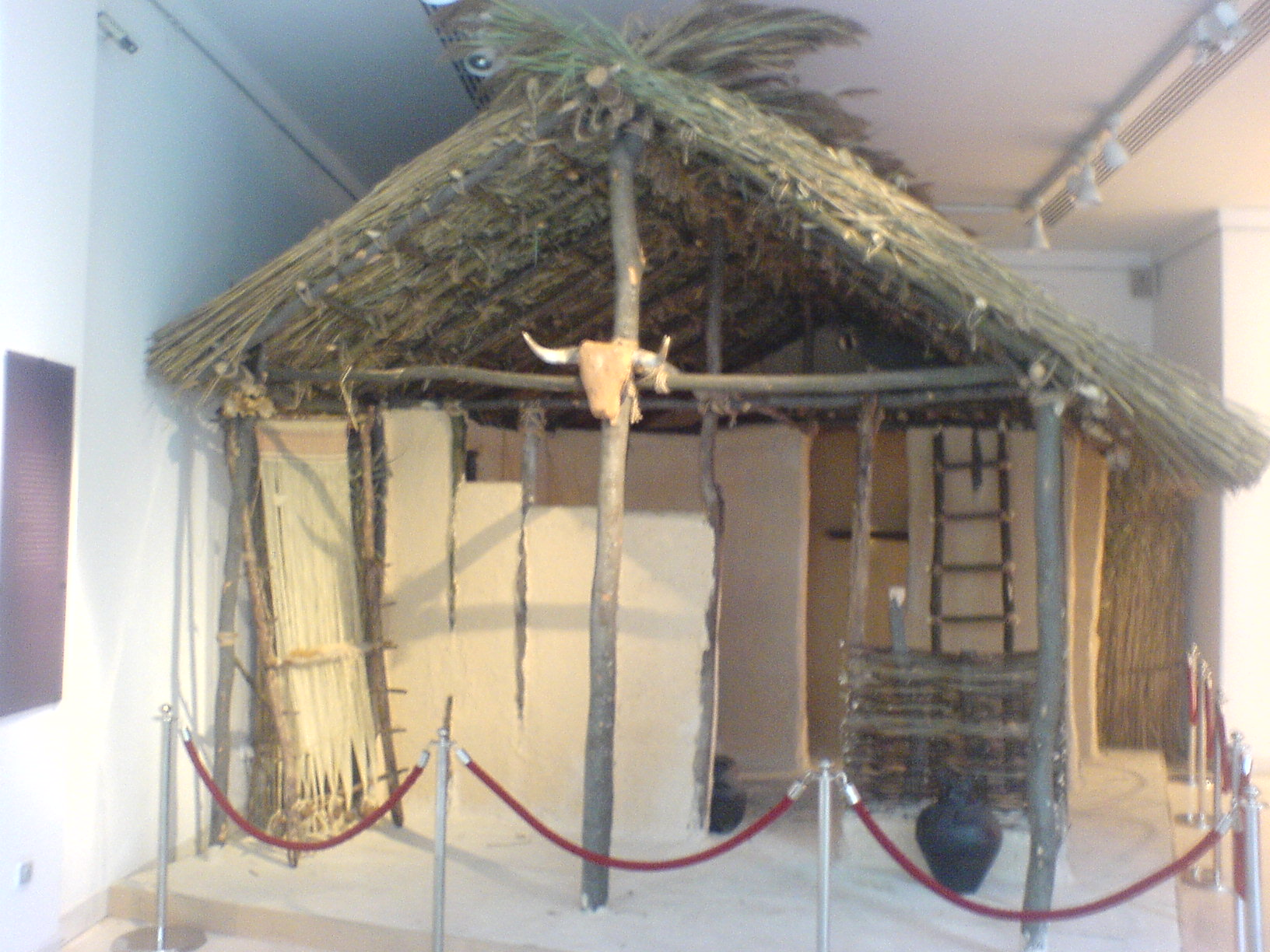
Реконструкція житла
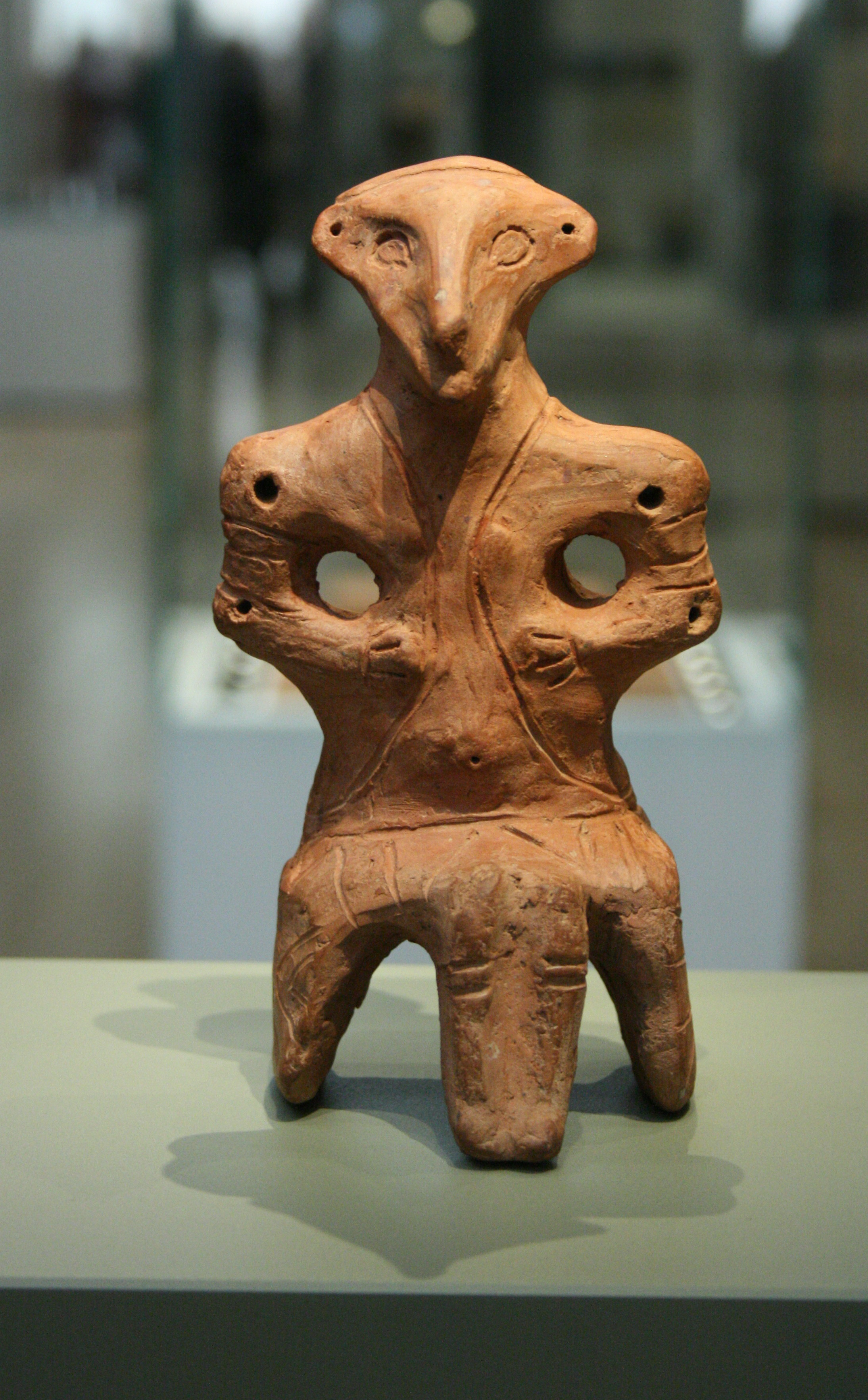
Керамічна фігурка із Винча

## Територія культури Вінча

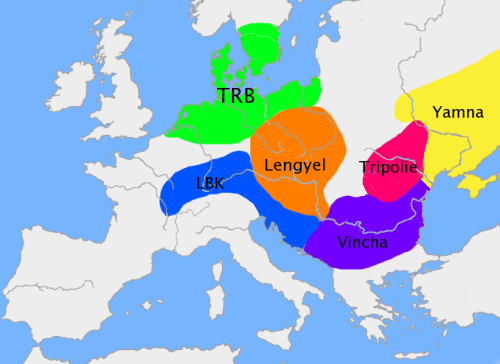
Розповсюдження культури Винча
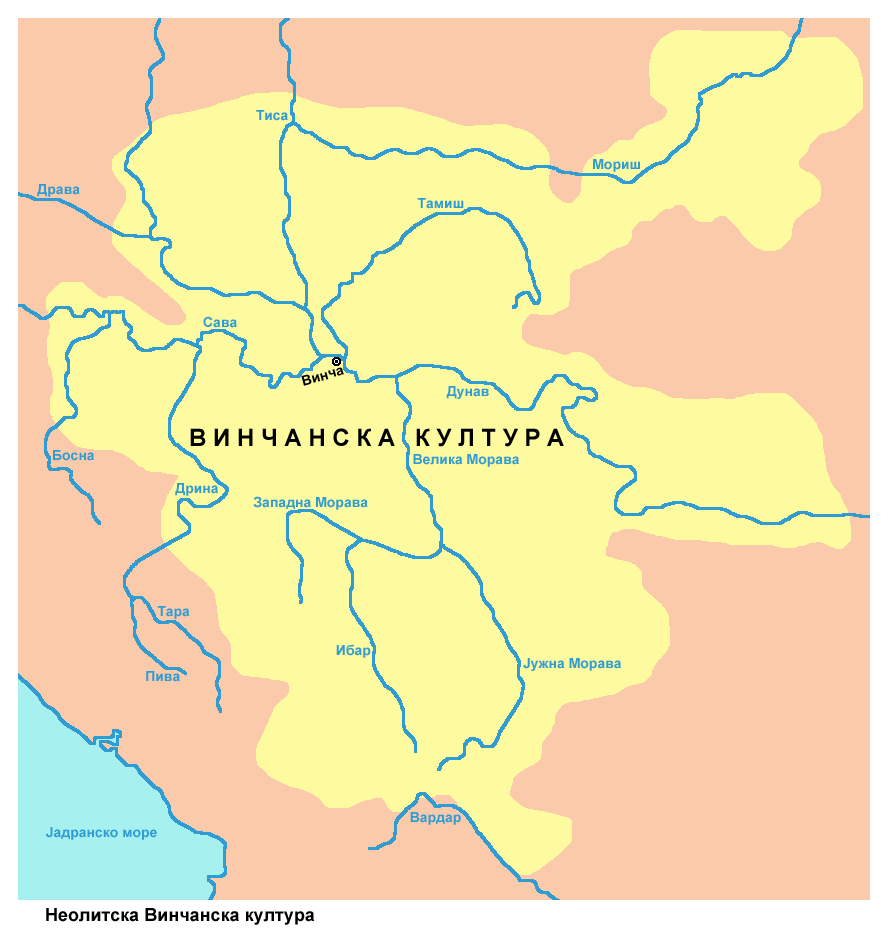